# Baron Audley
Baron Audley war ein erblicher britischer Adelstitel, der mehrfach in der Peerage of England verliehen wurde.

## Verleihungen
Der Titel wurde am 8. Januar 1313 für Nicholas Audley of Heleigh geschaffen, indem dieser per Writ of Summons zum Parlament einberufen wurde. Zur Unterscheidung von späteren Verleihungen wird der Titel auch Baron Audley of Heleigh genannt. Beim Tod seines Enkels fiel der Titel in Abeyance zwischen seinen Schwestern und wurde schließlich am 20. Oktober 1408 für den Enkel der älteren Schwester als 4. Baron wiederhergestellt. Dessen Ur-ur-ur-ur-urenkel, der 11. Baron, wurde am 6. September 1616 in der Peerage of Ireland zum Earl of Castlehaven und Baron Audley, of Orier in the County of Armagh, erhoben. Dessen Sohn, der 2. Earl, wurde 1631 wegen Sodomie hingerichtet und ihm sein englischer Barontitel von 1313 aberkannt. Seinem Sohn, dem 3. Earl, wurde am 3. Juni 1633 mit Präzedenz für seinen Großvater in der Peerage of England der Titel Baron Audley of Hely verliehen. Als diese Verleihung als unzureichend erschien, ihm die seinem Vater aberkannten Titel zu ersetzen, wurden ihm diese 1678 wiederhergestellt. Mit Ausnahme des Baronstitels von 1313 waren alle seine Titel waren nur in männlicher Linie vererbbar und erloschen beim Tod seines Ur-ur-urenkel, des 8. Earls, am 22. April 1777, während die Baronie von 1313 an den Sohn seiner Schwester als 19. Baron fiel. Beim Tod von dessen Enkel, dem 21. Baron, fiel der Titel 1872 in Abeyance zwischen dessen beiden Töchtern, von denen ihm die Ältere 1937 als 22. Baroness nachfolgte. Dieser folgte deren Großonkel zweiten Grades als 23. Baron, dessen Schwester als 24. Baron und deren Cousin als 25. Baron. Bei Tod des letzteren 1997 fiel der Titel in Abeyance zwischen seinen drei Töchtern und ruht seither.
Am 20. November 1317 wurde auch ein Cousin des 1. Baron Audley of Heleigh, Sir Hugh de Audley, per Writ of Summons zum Parlament einberufen und ihm damit ein eigenständiger Titel Baron Audley verliehen. Dieser wurde am 16. März 1337 zudem zum Earl of Gloucester erhoben. Das Earldom war im Gegensatz zur Barony by writ nicht in weiblicher Linie vererbbar, so dass es bei seinem Tod 1347 erlosch, während die Baronie an seine einzige Tochter als 2. Baroness fiel. Deren Sohn erbte von seinem Vater auch die Titel 2. Earl of Stafford und 3. Baron Stafford. Der 6. Earl wurde 1444 zum Duke of Buckingham erhoben. Dem 2. Duke wurden seine Titel wegen Hochverrats 1483 aberkannt, 1485 für dessen Sohn als 3. Duke wiederhergestellt und ebendiesem 1521 endgültig wegen Hochverrats aberkannt und erloschen.
Zudem wurde der Vater des 1317 geschaffenen Barons Hugh Audley of Stratton Audley 15. Mai 1321 ebenfalls als Baron Audley per Writ of Summons zum Parlament einberufen. Zur Unterscheidung von seinem Sohn wird sein Titel auch Baron Audley of Stratton Audley genannt. Der Baron beteiligte sich 1321/22 an der Rebellion des Earl of Lancaster (Despenser War), geriet 1322 in Gefangenschaft und bekam seinen Titel aberkannt.
Am 29. November 1538 wurde der Lordkanzler Sir Thomas Audley durch Letters Patent zum Baron Audley of Walden erhoben. Da er keine Söhne hatte, erlosch der Titel bei seinem Tod am 30. April 1544.

## Liste der Barone Audley

### Barone Audley, of Heleigh (1313)
- Nicholas Audley, 1. Baron Audley (um 1289–1316)
- James Audley, 2. Baron Audley (1312–1386)
- Nicholas Audley, 3. Baron Audley (um 1328–1391) (Titel abeyant 1391)
- John Tuchet, 4. Baron Audley (1371–1408) (Abeyance beendet 1408)
- James Tuchet, 5. Baron Audley (um 1398–1459)
- John Tuchet, 6. Baron Audley († 1490)
- James Tuchet, 7. Baron Audley (um 1463–1497) (Titel verwirkt 1497)
- John Tuchet, 8. Baron Audley (um 1483–1558) (Titel wiederhergestellt 1512)
- George Tuchet, 9. Baron Audley († 1560)
- Henry Tuchet, 10. Baron Audley († 1563)
- George Tuchet, 1. Earl of Castlehaven, 11. Baron Audley, 1. Baron Audley of Orier (1551–1617)
- Mervyn Tuchet, 2. Earl of Castlehaven, 12. Baron Audley, 2. Baron Audley of Orier (1593–1631) (Titel verwirkt 1631)
- James Tuchet, 3. Earl of Castlehaven, 13. Baron Audley, 3. Baron Audley of Orier (um 1617–1684) (Titel wiederhergestellt 1678)
- Mervyn Tuchet, 4. Earl of Castlehaven, 14. Baron Audley, 4. Baron Audley of Orier († 1686)
- James Tuchet, 5. Earl of Castlehaven, 15. Baron Audley, 5. Baron Audley of Orier († 1700)
- James Tuchet, 6. Earl of Castlehaven, 16. Baron Audley, 6. Baron Audley of Orier († 1740)
- James Tuchet, 7. Earl of Castlehaven, 17. Baron Audley, 7. Baron Audley of Orier (1723–1769)
- John Tuchet, 8. Earl of Castlehaven, 18. Baron Audley, 8. Baron Audley of Orier (1724–1777)
- George Thicknesse, 19. Baron Audley (1758–1818)
- George Thicknesse-Touchet, 20. Baron Audley (1783–1837)
- George Thicknesse-Touchet, 21. Baron Audley (1817–1872) (Titel abeyant 1872)
- Mary Thicknesse-Touchet, 22. Baroness Audley (1858–1942) (Abeyance beendet 1937)
- Thomas Touchet-Jesson, 23. Baron Audley (1913–1963)
- Rosina MacNamee, 24. Baroness Audley (1911–1973)
- Richard Souter, 25. Baron Audley (1914–1997) (Titel abeyant 1997)

### Barone Audley (1317)
- Hugh de Audley, 1. Earl of Gloucester, 1. Baron Audley (um 1289–1347)
- Margaret de Audley, 2. Baroness Audley († nach 1347)
- Hugh de Stafford, 2. Earl of Stafford, 3. Baron Audley (um 1342–1386)
- Thomas Stafford, 3. Earl of Stafford, 4. Baron Audley (um 1368–1392)
- William Stafford, 4. Earl of Stafford, 5. Baron Audley (1375–1395)
- Edmund Stafford, 5. Earl of Stafford, 6. Baron Audley (1378–1403)
- Humphrey Stafford, 1. Duke of Buckingham, 6. Earl of Stafford, 7. Baron Audley (1402–1460)
- Henry Stafford, 2. Duke of Buckingham, 7. Earl of Stafford, 8. Baron Audley (1455–1483) (Titel verwirkt 1483)
- Edward Stafford, 3. Duke of Buckingham, 8. Earl of Stafford, 9. Baron Audley (1477–1521) (Titel wiederhergestellt 1485; Titel verwirkt 1521)

### Barone Audley, of Stratton Audley (1321)
- Hugh Audley, 1. Baron Audley of Stratton Audley (um 1267–1326) (Titel verwirkt 1322)

### Barone Audley of Walden (1538)
- Thomas Audley, 1. Baron Audley of Walden (um  1488–1544)